# 輸送人員
輸送人員は、ある一定の日または期間に、交通機関が運んだ旅客の数である。

## 概説
輸送人員は、定期券利用の旅客数である「定期輸送人員」と定期券利用ではない旅客数である「定期外輸送人員」に分かれる。定期輸送人員は発着地点および経路から算出され、定期外輸送人員は搭乗券・乗船券・乗車券の販売数・回収数によって算出される。これらの数値は交通機関が長期計画を立てる際に重視されるデータの一つである。
また、輸送人キロを輸送人員で除算すると、一人あたりの平均乗車距離（キロ）を算出することができる。